# Henri Kontinen
Henri Kontinen (født 19. juni 1990 i Helsinki) er en finsk professionel tennisspiller. Han tilhører eliten på ATP-touren i double og har som sit bedste ligger som nummer ét på ATP-ranglisten i double. Han har vundet to Grand Slam-turneringer, henholdsvis mixeddouble i Wimbledon 2016 sammen med britiske Heather Watson og herredouble i Australian Open 2017 sammen med australske John Peers.
Kontinen opgav tidligt sin singlekarriere, hvor hans bedste ATP-ranglisteplacering var nr. 220, på grund af skader og fokuserede derefter på double-rækkerne. Udover de nævnte sejre har han nået semifinalen i herredouble i Wimbledon og US Open, begge i 2017, samt kvartfinalen i French Open 2018. Endvidere vandt han både i 2016 og 2017 ATP World Tour Finals i herredouble, begge gange med John Peers som makker.